# François Kalfon
François Kalfon (ur. 11 czerwca 1968 w Sarcelles) – francuski polityk, konsultant i samorządowiec, poseł do Parlamentu Europejskiego X kadencji.

## Życiorys
Absolwent komunikacji politycznej na Université Paris-VIII-Vincennes-Saint-Denis, uzyskał też magisterium z nauk politycznych na Université Panthéon-Sorbonne. Kierował działem reklamy w czasopiśmie „Espace Social Européen”. Pracował następnie w administracji 20. dzielnica Paryża, gdzie odpowiadał za komunikację. Od 2002 do 2007 kierował biurem komunikacji w ministerstwie zatrudnienia, pracy i spójności społecznej. Później był zatrudniony w firmach z branży public relations oraz zarządzania zasobami ludzkimi Euro RSCG i Altedia. Udzielał się jako regularny komentator w mediach oraz jako publicysta (m.in. „Le HuffPost”).
Zaangażował się w działalność polityczną w ramach Partii Socjalistycznej, w 2017 dołączył do tymczasowego kolektywnego kierownictwa ugrupowania. Od 2004 do 2021 zasiadał w radzie regionu Île-de-France. W 2008 został radnym i następnie zastępcą mera Noisiel, pełnił tę funkcję do 2013. Był doradcą w kampaniach socjalistycznych polityków (m.in. Dominique’a Strauss-Kahna w 2012), kierował też kampanią Arnauda Montebourga w prawyborach przed wyborami prezydenckimi w 2017. W 2024 został wybrany do Europarlamentu X kadencji.